# Platynus mannerheimi
Platynus mannerheimi är en skalbaggsart som beskrevs av Pierre François Marie Auguste Dejean. Platynus mannerheimi ingår i släktet Platynus och familjen jordlöpare. Inga underarter finns listade i Catalogue of Life.